# Neoarisemus sardous
Neoarisemus sardous és una espècie d'insecte dípter pertanyent a la família dels psicòdids que es troba a Europa: l'illa de Sardenya.